# Ротман, Родни
Ро́дни Ро́тман (англ. Rodney Rothman) — американский писатель, продюсер и кинорежиссер.
В 2005 году Ротман написал книгу «Ранняя птица: воспоминания о преждевременном выходе на пенсию». Он был номинирован на пять премий Primetime Emmy Awards за лучший сценарий для разнообразного сериала, а также написал сценарии для таких фильмов, как «Забойный реванш», «Мачо и ботан 2» и «Человек-паук: Через вселенные», которые послужили его режиссерским дебютом. Он был одним из режиссеров фильма вместе с Бобом Персичетти и Питером Рэмси, а также написал сценарий в соавторстве с Филом Лордом.

## Фильмография

### Телевидение
| Года      | Название                                      | Сценарист | Продюсер       | Примечания |
| --------- | --------------------------------------------- | --------- | -------------- | --- |
| 1995–2000 | Позднее шоу с Дэвидом Леттерманом             | Да        | Да             | Младший сценарист (1995–1996); Штатный сценарист (1996–1998); Главный сценарист (1998–2000); Продюсер (1999–2000) |
| 2001–2002 | Неопределившиеся                              | Да        | руководитель   | |
| 2004      | Игра закончена                                | Нет       | консультант    | |
| 2004      | $5.15/час                                     | Да        | исполнительный | |
| 2005      | Ранняя птица                                  | Нет       | исполнительный | Создатель |
| 2005      | Совершенный                                   | Да        | руководитель   | |
| 2006      | Помоги мне помочь тебе                        | Да        | исполнительный | |
| 2006      | 78-я церемония вручения наград премии «Оскар» | Да        | Нет            | |
| TBA       | Обещанная Страна Грёз                         | Нет       | исполнительный | Режиссёр |

### Кино
| Года | Название                                     | Режиссёр | Сценарист | Продюсер       | Примечания |
| ---- | -------------------------------------------- | -------- | --------- | -------------- | --- |
| 2008 | В пролёте                                    | Нет      | Нет       | исполнительный | |
| 2009 | Начало времён                                | Нет      | Нет       | исполнительный | |
| 2010 | Побег из Вегаса                              | Нет      | Нет       | Да             | |
| 2012 | Немножко женаты                              | Нет      | Нет       | исполнительный | |
| 2013 | Забойный реванш                              | Нет      | Да        | Нет            | Соавтор сценария вместе с Тимом Келлехером                                                                    |
| 2014 | Мачо и ботан 2                               | Нет      | Да        | Нет            | Соавтор сценария вместе с Майклом Бэколлом и Ореном Узиэлем                                                   |
| 2016 | Поп-звезда: не переставай, не останавливайся | Нет      | Нет       | Да             | |
| 2018 | Человек-паук: Через вселенные                | Да       | Да        | Нет            | Режиссерский дебют Соруководитель (с Бобом Персичетти и Питером Рэмси) Соавтор сценария вместе с Филом Лордом |